# Frank Martin
Pour l'homme politique, voir Franck Martin. Pour les autres significations, voir Martin.
Ne doit pas être confondu avec Frank Martin (Le Transporteur).
Frank Martin est un compositeur suisse, né le 15 septembre 1890 à Genève et mort le 21 novembre 1974 à Naarden aux Pays-Bas.
Il est principalement connu pour sa Messe pour double chœur a cappella, qui est son œuvre la plus enregistrée et exécutée.

## Biographie[1]
Il naît à Genève, dixième et dernier enfant de Charles Martin, un pasteur. Avant même de commencer l'école, il joue déjà du piano et maîtrise l'improvisation. À 9 ans, il compose des chants complets, sans avoir reçu aucune instruction musicale. Une œuvre de Bach, la Passion selon saint Matthieu, qu'il entend à l'âge de 12 ans, lui laisse une impression profonde et Bach devient son vrai mentor.
Ses parents ne souhaitant pas qu'il oriente sa carrière vers la musique, il étudie les mathématiques et la physique à l'université de Genève pendant deux ans, tout en travaillant secrètement à la composition et en étudiant le piano avec Joseph Lauber (1864-1952), compositeur genevois qui fut aussi organiste au Locle, professeur à Zurich jusqu'en 1901, et chef d'orchestre au Grand Théâtre de Genève.
De 1918 à 1926, il vit à Zurich, Rome, et Paris. Les compositions de cette période le montrent à la recherche de son propre langage musical.
En 1926, il fonde la Société de musique de chambre de Genève, qu'il dirige en tant que pianiste et claveciniste pendant dix ans. Durant cette période, il enseigne aussi la théorie musicale et l'improvisation à l'Institut Jaques-Dalcroze et la  musique de chambre au Conservatoire de musique de Genève.
Il est le directeur du Technicum moderne de musique de 1933 à 1940 et le président de l'Association Suisse des musiciens de 1942 à 1946.
Il part aux Pays-Bas en 1946 pour trouver plus de temps pour ses compositions qu'il ne le peut en Suisse, où il est impliqué dans de trop nombreuses activités. Après dix ans à Amsterdam, il s'installe finalement à Naarden.
De 1950 à 1957, il enseigne la composition au Staatliche Hochschule für Musik à Cologne, Allemagne. Par la suite, il renonce à l'enseignement et se concentre sur ses compositions, les quittant occasionnellement pour des concerts de musique de chambre et pour diriger des orchestrations (de ses propres œuvres).
Frank Martin épouse en 1918 Odette Micheli (1896-1962), en 1931 Irène Gardian (1901-1939) et en 1940 Maria Boeke (1915-2017).
Il est inhumé au cimetière des Rois à Genève.

## Œuvres principales
- Esquisse, pour orchestre (1920, création par l'OSR avec Ernest Ansermet le 30 octobre 1920)
- Pavane couleur du temps, pour quintette à cordes (1920)
- Messe pour double chœur a cappella (1922-1926)
- Quatre pièces brèves, pour guitare (1933)
- Concerto pour piano no 1 (1935)
- Danse de la peur, pour deux pianos et petit orchestre (1936)
- Le Vin herbé, oratorio profane, inspiré de Tristan et Iseut (1938 et 1940-1941)
- Le Conte de Cendrillon, musique de ballet 1941
- Die Weise von Liebe und Tod des Cornets Christoph Rilke, pour alto et petit orchestre (1942–1943)
- Sechs Monologe aus Jedermann, pour baryton ou alto et orchestre (1943–1944)
- Passacaille pour grand orchestre (1944/1962)
- Petite Symphonie concertante, pour harpe, clavecin, piano et deux orchestres à cordes (1944-1945)
- In terra pax, oratorio pour solistes, deux chœurs et orchestre (1944)
- Concerto pour 7 instruments à vent, timbales, batterie et orchestre à cordes (1949)
- Ballade, pour violoncelle et petit orchestre (1949)
- Golgotha, oratorio pour solistes, chœur, orgue et orchestre (1945-1948)
- Concerto pour violon (1951)
- Concerto pour clavecin et petit orchestre (1951-1952)
- Der Sturm, opéra d'après La Tempête de Shakespeare (1952-55, créé à Vienne le 17 juin 1956)
- Études, pour orchestre à cordes (1955–1956)
- Le Mystère de la Nativité, oratorio pour chœur et orchestre (1957-1959)
- Les Quatre Éléments, pour orchestre (1963–1964)
- Concerto pour violoncelle (1965)
- Quatuor à cordes (1966)
- Concerto pour piano no 2 (1967)
- Erasmi monumentum, pour grand orchestre et orgue (1969)
- Poèmes de la mort, pour ténor, baryton, basse et trois guitares électriques (1969–71)
- Trois Danses, pour hautbois, harpe, quintette à cordes et orchestre à cordes (1970)
- Ballade pour alto, orchestre d'instruments à vent, clavecin, harpe, timbales et percussions (1972)
- Polyptyque, pour violon et deux petits orchestres à cordes (1973)
- Requiem, pour solistes, chœur, grand orgue et orchestre (1971-1972)
- Et la vie l'emporta, cantate pour alto, baryton, chœur de chambre et ensemble de chambre (1974)

Il écrit aussi une symphonie complète (1937) et une série de ballades pour divers instruments solistes (saxophone, flûte, trombone, violoncelle) avec piano ou orchestre.
Il développe un style inspiré du dodécaphonisme d'Arnold Schönberg, montrant son intérêt en cela à partir de 1932, mais n'abandonnant pas complètement la tonalité.
Il travaille sur sa dernière cantate, Et la vie l'emporta jusqu'à dix jours avant sa mort.

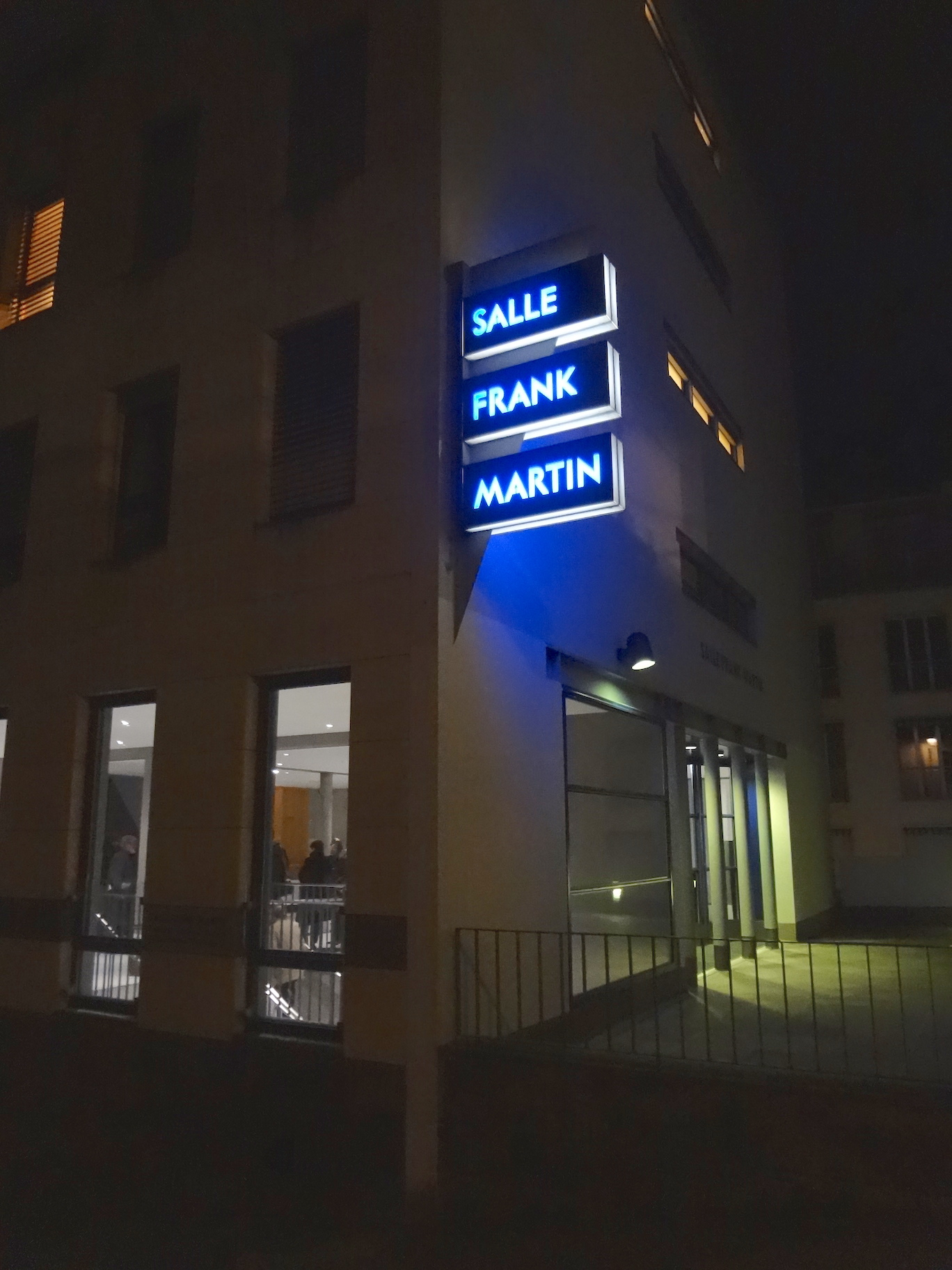
Salle Frank Martin.

## Distinctions
- 1947 : Prix de compositeur de l'Association des musiciens suisses
- 1949 : Docteur honoris causa de l'université de Genève
- 1951 : Prix de Genève
- 1953 : Grosser Kunstpreis des Landes Nordrhein-Westfalen - Ehrenmitglied der Wiener Konzerthausgesellschaft
- 1955 : Accademico Onorario di Santa Cecilia, Rome
- 1959 : First Prize Philadelphia Orchestra award
- 1961 : Docteur honoris causa l'université de Lausanne - Membre associé honoraire de la Société des arts de Genève
- 1962 : Accademico Onorario dell' Accademia Filarmonica Romana
- 1964 : Grand Prix des Semaines musicales internationale de Paris
- 1965 : Ehrenmitglied der Akademie für Musik und darstellende Kunst, Vienne - Ehrenmitglied des Musikvereins für Steiermark, Graz - Ehrenmitglied der Akademie für Musik und darstellende Kunst, Graz - Mozart-Medaille, Vienne
- 1969 : Grand Prix national du disque (Prix Arthur Honegger), Paris
- 1970 : Ehrenmitglied der Tonhalle-Gesellschaft, Zurich
- 1971 : Compagnon d'honneur de la Confrérie du Guillon
- 1973 : Membre d'honneur de l'Union chorale de Lausanne - Membre d'honneur du Conseil international de la musique, Paris
- 1974 : Membre associé de l'Académie royale des sciences, des lettres et des beaux-arts de Belgique

## Décoration
- 1968 :  Officier de l'ordre du Mérite de la République fédérale d'Allemagne

## Hommages
En 1990, une salle de spectacles et aula du Collège Calvin est construite à Genève, nommée « Salle Frank Martin ».
Une rue de Genève porte son nom.
L'astéroïde (24671) Frankmartin porte son nom.

## Discographie
- Le conte de Cendrillon, The Geneva University of Music Orchestra, conducted by Gabor Takacs-Nagy. CD Claves records 2013
- Le vin herbé : Ensemble Scharoun De Berlin, Conducted by Daniel Reuss (de), Chœur de Chambre du RIAS de Berlin, Sandrine Piau. CD Harmonia Mundi (HMC 90193536)

### Bases de données et dictionnaires
- Ressources relatives à la musique :   - International Music Score Library Project
  - AllMusic
  - BRAHMS
  - Carnegie Hall
  - Discogs
  - Grove Music Online
  - MusicBrainz
  - Muziekweb
  - Operone
  - Répertoire international des sources musicales
  - Songkick
- Ressources relatives au spectacle :   - Archives suisses des arts de la scène
  - Dictionnaire du théâtre en Suisse
- Ressource relative à la vie publique :   - Documents diplomatiques suisses 1848-1975
- Ressource relative à plusieurs domaines :   - Radio France
- Notices dans des dictionnaires ou encyclopédies généralistes :   - Base de données des élites suisses
  - Britannica
  - Brockhaus
  - Den Store Danske Encyklopædi
  - Deutsche Biographie
  - Dictionnaire historique de la Suisse
  - Enciclopedia De Agostini
  - Gran Enciclopèdia Catalana
  - Hrvatska Enciklopedija
  - Internetowa encyklopedia PWN
  - Nationalencyklopedin
  - Munzinger
  - Store norske leksikon
  - Treccani
  - Universalis
  - Visuotinė lietuvių enciklopedija
- Notices d'autorité :   - VIAF
  - ISNI
  - BnF (données)
  - IdRef
  - LCCN
  - GND
  - Italie
  - Japon
  - CiNii
  - Espagne
  - Belgique
  - Pays-Bas
  - Pologne
  - Israël
  - NUKAT
  - Suède
  - Australie
  - Norvège
  - WorldCat